# Ceftazidim
Ceftazidim is een cefalosporine-antibioticum van de derde generatie. Het is, net zoals andere derde-generatiecefalosporines, een breed-spectrumantibioticum dat werkzaam is tegen zowel gram-positieve als gram-negatieve bacteriën. Het is een van de weinige middelen uit deze groep die actief is tegen Pseudomonas aeruginosa. Ceftazidim-pentahydraat wordt verstrekt als generiek geneesmiddel of onder de merknaam Fortum van GlaxoSmithKline.
De stof is opgenomen in de lijst van essentiële geneesmiddelen van de WHO.